# Деконструктивизм

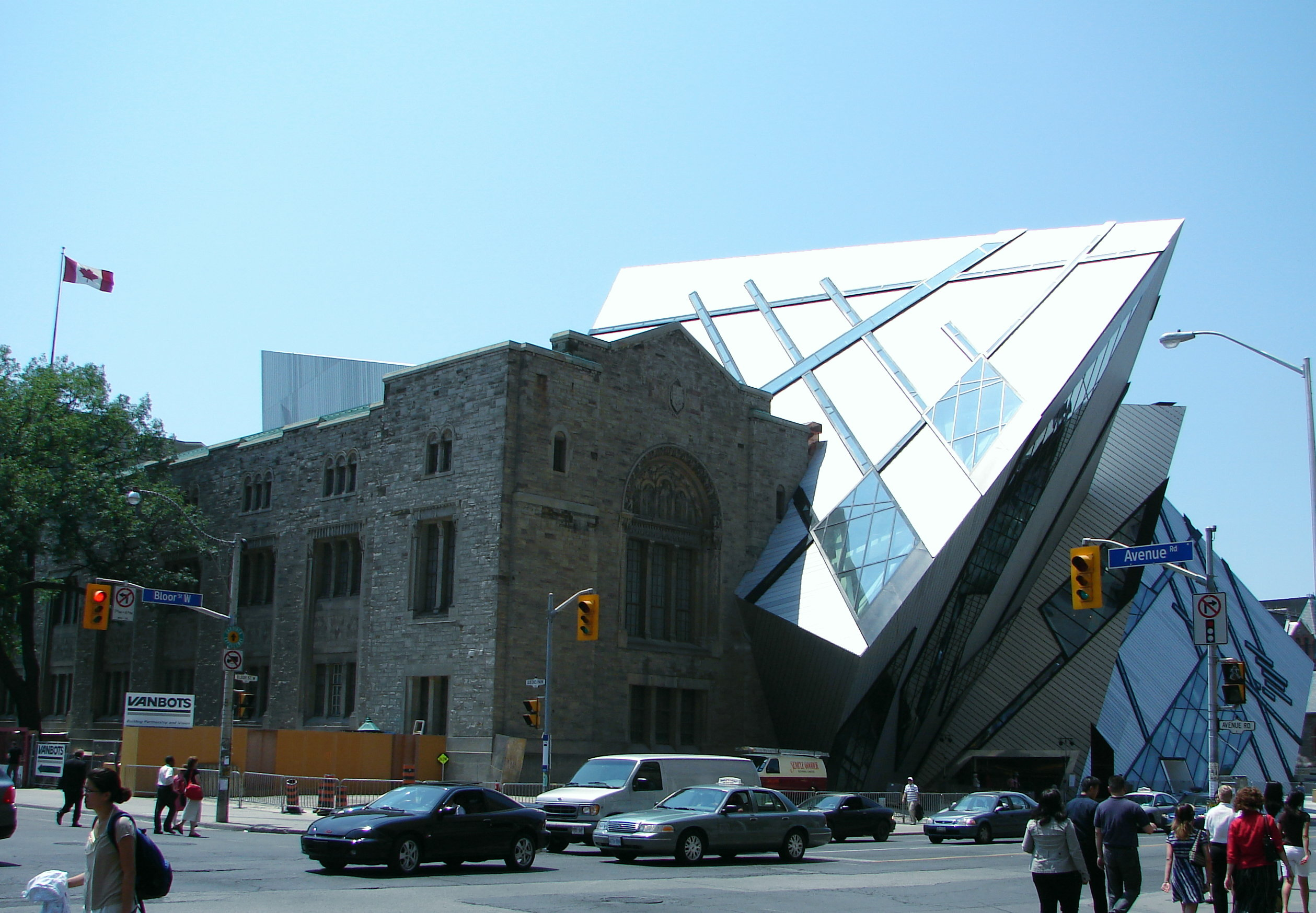
Современное крыло королевской галереи Онтарио в Торонто (арх. Д. Либескинд).

Деконструктиви́зм — направление в современной архитектуре, основанное на применении в строительной практике концепции деконструкции французского философа Жака Дерриды. Другим источником вдохновения деконструктивистов является ранний советский конструктивизм 1920-х гг. Для деконструктивистских проектов характерны зрительная усложнённость, неожиданные изломанные и нарочито деструктивные формы, а также подчёркнуто агрессивное вторжение в городскую среду.
В качестве самостоятельного течения деконструктивизм сформировался в конце 1980-х гг. (работы Питера Айзенмана и Даниэля Либескинда)[какие?]. Теоретической подоплёкой движения стали рассуждения Деррида (работа «О Грамматологии») о возможности архитектуры, которая вступает в конфликт, «развенчивает» и упраздняет саму себя. Дальнейшее развитие они получили в периодических изданиях Рема Колхаса[каких?]. Манифестами деконструктивизма считаются[кем?] пожарная часть «Витра» Захи Хадид (1993)[почему?] и музей Гуггенхейма в Бильбао Фрэнка Гери (1997).

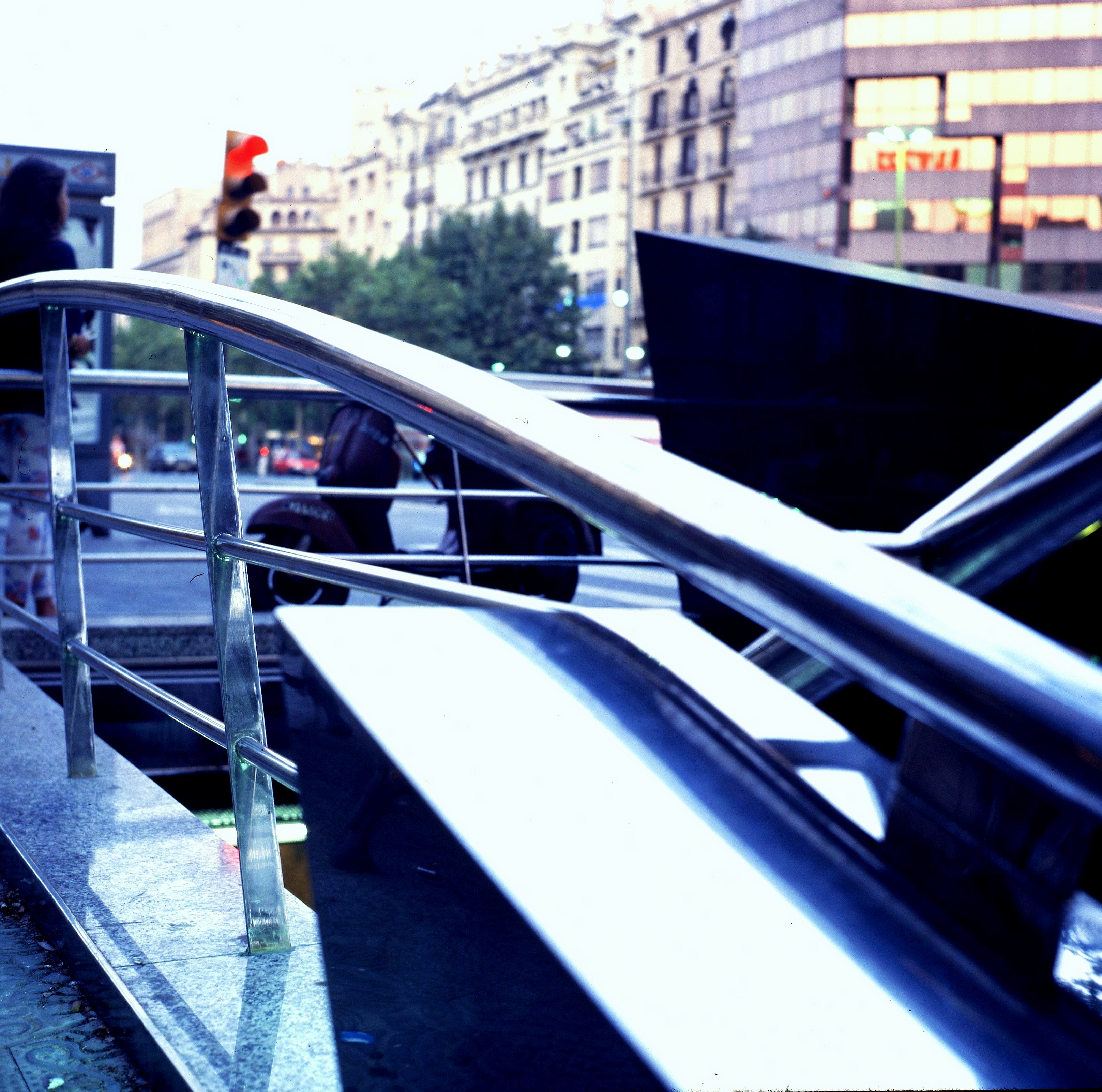
Станция Пасео де Грасиа, Барселона (1991), Даниэль Навас.

## Примеры
- Танцующий дом
- Кривой домик (Сопот)
- Новая таможня (Дюссельдорф)